# ایونیویم
ایونیویم (روسی: Ионивеем) یک رودخانه در ناحیه خودگردان چوکوتکای کشور روسیه است.